# Edna O'Brien
Josephine Edna O'Brien, född 15 december 1930 i Tuamgraney i County Clare, död 27 juli 2024 i London, var en irländsk författare.
Hennes verk sträcker sig från romaner och noveller till dramatik och poesi. Philip Roth har beskrivit henne som ”den mest begåvade kvinnan som skriver på engelska”. Förre presidenten på Irland Mary Robinson har sagt om Edna O’Brien att hon är ”en av de mest kreativa författarna i sin generation.”
O’Briens verk handlar ofta om kvinnors inre känslor och deras problem i relation till män och till samhället i sin helhet. Hennes första roman, Två flickor på Irland, anses ha brutit tystnaden kring sexualitet och sociala problem i en repressiv tid efter andra världskriget. Boken förbjöds, brändes och fördömdes av katolska kyrkan, och O’Brien lämnade Irland.

## Biografi
Edna O’Brien beskriver senare sin barndoms Tuamgraney som både ”sprudlande” och ”sluten”. O’Brien var yngsta barnet i en ”strikt religiös familj”. Från 1941 till 1946 utbildades hon av Sisters of  Mercy – något som bidrog till en ”kvävande” barndom: ”Jag revolterade mot den förtryckande religionen som jag var uppvuxen i. Den var skrämmande och genomträngande. Jag är glad att den är borta.” Hon tyckte om en nunna som fick ersätta den djupt saknade modern. 
År 1950 utbildade hon sig till apotekare, gifte sig mot föräldrarnas vilja med den irländske författaren Ernest Gébler och flyttade till London 1959. Äktenskapet upplöstes 1964. 
Som ung läste hon författare som Tolstoj, Thackeray och F. Scott Fitzgerald. När hon senare läste Introducing James Joyce med förord av T.S.Eliot och förstod att Porträtt av författaren som ung var självbiografisk, insåg hon att hon ville skriva själv och menade: ”Olyckliga hem är en god grogrund för berättelser”. 

## Författarskap
Edna O’Brien blev lektör för förlaget Hutchinson i London och fick av dem i uppdrag att skriva en roman. Resultatet blev hennes Två flickor på Irland, som publicerades 1960. Den följdes av Flickan med de gröna ögonen och Flickor i äktenskapets hamn, den s.k. Country Girl-trilogin. 
O’Brien har förutom en mängd romaner och noveller även skrivit skådespel, t.ex. Virginia om Virginia Woolf, som satts upp på teatrar världen över. Hon har också författat biografier, t.ex. om James Joyce och Lord Byron. På senare år har hon bland annat skrivit om terrorism och pedofili. Hennes självbiografi, Country Girl, utkom 2012.

## Priser och erkännanden
Edna O’Brien har tilldelats en mängd priser och stort beröm för sin skrivkonst. Hon mottog 2001 Irish PEN Award, och tilldelades 2011 Frank O’Connor International Short Story Award för sin novellsamling Saints and Sinners. För Country Girl erhöll hon 2012 Irish Book Awards.
Den skotske romanförfattaren Andrew O’Hagan har skrivit att ”hon förändrade den irländska litteraturen; hon förde in den kvinnliga erfarenheten av det inre livet och av sexualiteten, och hon gjorde det med stil och allmängiltighet för hela världen.” 
År 2015 hyllades Edna O’Brien av Ausdána, en irländsk organisation som arbetar för att främja konsten. President Michael D. Higgins bad även officiellt om förlåtelse för det förakt hon mötts av i sitt hemland och för bannlysningen av hennes böcker. 
Edna O’Brien är adjungerad professor i engelsk litteratur vid University College, Dublin och hedersmedlem i American Academy of Letters.